# Trileptium iacobinum
Trileptium iacobinum is een rondwormensoort uit de familie van de Rhabdodemaniidae.